# Enigma 88
Enigma 88 (titolo originale Still river) è un romanzo di genere fantascientifico di Hal Clement.

## Trama
In un futuro imprecisato, un pianeta, Enigma 88, viene usato da secoli per far esercitare degli studenti che diverranno dei futuri scienziati.
In linea di principio questa spedizione di studenti, che comprende anche una terrestre, insieme ad altri studenti "alieni", dovrebbe essere quasi di routine, perché fatta migliaia di volte. Su Enigma non dovrebbe esserci nessun essere vivente dato che il pianeta è troppo giovane per ospitare forme di vita evoluta.
Ma un incidente imprevisto fa precipitare la situazione, rivelando che il pianeta è molto più pericoloso di quanto si potesse immaginare e uscirne vivi è impresa assai ardua.

## Edizioni
- Hal Clement, Enigma 88, Urania, 1988.